# Munduruku
I Munduruku (o anche Mundurucu) sono un gruppo etnico del Brasile che ha una popolazione stimata in circa 11.630 individui (Funasa, 2010). Parlano la lingua Munduruku (codice ISO 639: MYU). Denominazioni alternative: Mundurucu, Monjoroku, Weidyenye, Paiquize, Pari, Caras-Pretas.

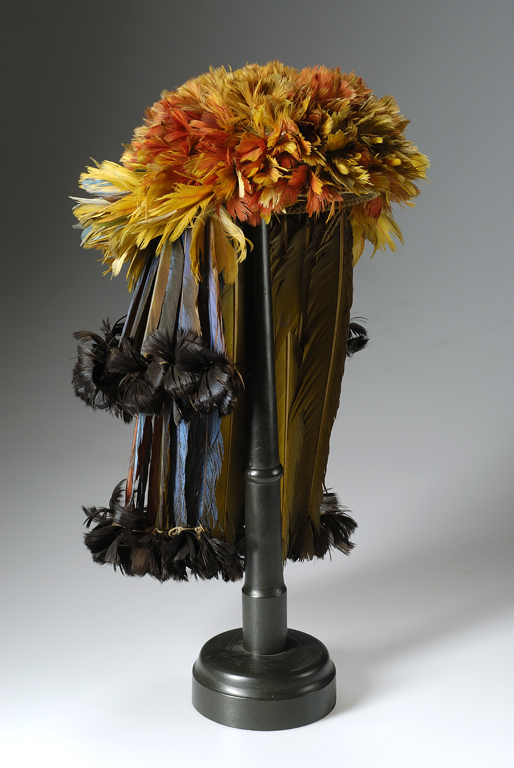
Copricapo Munduruku, donato nel XIX secolo da Luigi Bompani e oggi esposto al Museo civico di Modena

## Insediamenti
Vivono negli stati brasiliani di Pará e Amazonas, nelle zone dei fiumi Tapajós e Madeira, in 22 villaggi (2000). La popolazione è stata decimata, nel corso del XX secolo, dalla malaria; oggi la popolazione sta ricominciando a crescere.

## Organizzazione sociale
I Munduruku sono un gruppo di discendenza patrilineare con residenza matrilocale. Gli antropologi, infatti, hanno studiato che quando un uomo si sposa va a stabilirsi nel villaggio della moglie, anche se non abita con lei. Egli va ad occupare la "casa degli uomini", la quale ospita tutti gli altri mariti provenienti da fuori e gli uomini non sposati del villaggio (fratelli e figli delle donne del villaggio, purché abbiano raggiunto l'età pubere). Le donne abitano in "case" disposte circolarmente nel villaggio, con le loro madri e i loro figli piccoli.

### Cultura
Secondo il linguista francese Pierre Pica, che li ha studiati, questo popolo sa contare fino a 5 poi per quantità superiori usano parole come "molti" (ADE), "alcuni" (ADESU) o "una piccola quantità" (BURUMAKU). Ovviamente non bisogna pensare che abbiano capacità intellettive inferiore agli altri popoli, semplicemente si sono adattati ad un ambiente in cui le capacità di calcolo non sono d'aiuto nella vita quotidiana.
Addirittura si "rifiuterebbero" di contare, perché apprendere questa facoltà significherebbe per loro sacrificarne altre (come la capacità di orientamento) necessarie alla sopravvivenza nella foresta. Dalle ricerche risulta che questo popolo possiede le nozioni di punto, linea, parallelismo, distanza ed angolo, e che distinguono in modo approssimato la quantità, ma non riescono proprio a contare. In questo sembrano abbastanza simili ai bambini di 5-6 anni.
Nel 2010 sono stati fatti studi antropologici su questa popolazione al fine di dimostrare come siano innati concetti di geometria euclidea negli esseri umani.

### Religione
Sono principalmente di fede animista e praticano lo sciamanesimo. Hanno avuto in passato contatti con gruppi di missionari.